# Tetragnatha confraterna
Tetragnatha confraterna är en spindelart som beskrevs av Banks 1909. Tetragnatha confraterna ingår i släktet sträckkäkspindlar, och familjen käkspindlar. Inga underarter finns listade i Catalogue of Life.